# Hans-Peter Ullmann
Hans-Peter Ullmann (* 12. Oktober 1949 in Berlin) ist ein deutscher Historiker. Er lehrte von 1990 bis 1999 als Professor für Wirtschafts- und Sozialgeschichte an der Eberhard-Karls-Universität Tübingen und von 1999 bis 2017 als Professor für Neuere Geschichte an der Universität zu Köln. Er gehört zu den führenden Kennern der deutschen Finanzgeschichte.

## Leben und Wirken
Hans-Peter Ullmann wurde als Sohn des Kaufmanns Rudolf Ullmann und dessen Frau Christiane, geborene Pleschner, in Berlin geboren. Er besuchte Schulen in Berlin, Seefeld/Tirol, Marl, Innsbruck und Saarbrücken. Das Abitur legte er am Schiller-Gymnasium in Köln im Juni 1967 ab. Ullmann studierte Mittlere und Neuere Geschichte, Romanische Philologie, Anglo-Amerikanische Geschichte, Volkswirtschaftslehre, Politikwissenschaft und Soziologie an den Universitäten Köln und Freiburg. Im Juli 1975 wurde er in Köln bei Theodor Schieder mit einer Arbeit über Organisation, Einfluss und Politik klein- und mittelbetrieblicher Industrieller im Deutschen Kaiserreich 1895–1914 promoviert (Zweitgutachter der Dissertation war Erich Angermann). Ullmann war von 1975 bis 1980 wissenschaftlicher Mitarbeiter und seit 1980 Hochschulassistent an der Universität Gießen. Im Juni 1984 habilitierte er sich in Gießen mit einer Arbeit über die Entstehung moderner öffentlicher Schulden in Bayern und Baden von 1780 bis 1820.
Ullmann lehrte als Professor von 1986 bis 1988 in Gießen, von 1988 bis 1990 an der Freien Universität Berlin und von 1990 bis 1999 an der Universität Tübingen. 1999 wechselte er an die Universität zu Köln und übernahm den Lehrstuhl für Neuere Geschichte, den er bis zu seiner Emeritierung 2015 innehatte.
Forschungsschwerpunkte Ullmanns sind die Reformzeit zu Beginn des 19. Jahrhunderts und die Zeit des deutschen Kaiserreichs. Er gehört zu den wenigen Experten für die Geschichte der deutschen Finanz- und Haushaltspolitik. Besondere Interessen liegen im Bereich der Interessenverbände und der Geschichte der öffentlichen Finanzen im 19. und 20. Jahrhundert. Ullmann legte 1986 ein tausendseitiges Monumentalwerk über die öffentlichen Schulden in Bayern und Baden von 1780 bis 1820 vor. Er verfasste 1999 für die Enzyklopädie deutscher Geschichte einen Band über das deutsche Kaiserreich. Er veröffentlichte 2005 nach der zweibändigen Darstellung von Adolph Wagner aus den Jahren 1899 und 1901 erstmals wieder eine bis an die Gegenwart heranreichende steuerhistorische Darstellung. Ihm wurde 1986 der Universitätspreis der Justus-Liebig-Universität Gießen und 2013 der Universitätspreis der Universität zu Köln verliehen.
Ullmann ist Mitglied der Vereinigung für Verfassungsgeschichte. Ab 2009 war er Mitglied und Sprecher der wissenschaftlichen Kommission zur Erforschung der Geschichte des Reichsfinanzministeriums in der Zeit des Nationalsozialismus, die vom Bundesfinanzministerium beauftragt worden war. 2018 hat die Kommission ihre Arbeit beendet.

## Schriften (Auswahl)
Monographien
- Die Universität zu Köln im Nationalsozialismus. Wege einer städtischen Hochschulgründung zwischen später Weimarer Republik und früher Bundesrepublik. Wallstein, Göttingen 2024, ISBN 978-3-8353-5767-9.
- Kontrolle und Beratung. Der deutsche Rechnungshof im Wechsel der politischen Systeme des 20. Jahrhunderts. Wallstein, Göttingen 2021, ISBN 978-3-8353-3899-9.
- Das Abgleiten in den Schuldenstaat. Öffentliche Finanzen in der Bundesrepublik von den sechziger bis zu den achtziger Jahren. Vandenhoeck & Ruprecht, Göttingen 2017, ISBN 3-525-30111-1.
- Der deutsche Steuerstaat. Geschichte der öffentlichen Finanzen vom 18. Jahrhundert bis heute (= Beck'sche Reihe. Bd. 1616). Beck, München 2005, ISBN 3-406-51135-X.
- Politik im Deutschen Kaiserreich 1871–1918 (= Enzyklopädie deutscher Geschichte. Bd. 52). Oldenbourg, München 1999, ISBN 3-486-55058-6 (2., durchgesehene Auflage. ebenda 2005, ISBN 3-486-57707-7).
- Das Deutsche Kaiserreich. 1871–1918 (= Edition Suhrkamp. Bd. 1546 = NF 546, Neue historische Bibliothek.). Suhrkamp, Frankfurt am Main 1995, ISBN 3-518-11546-4 (7. Auflage. ebenda 2008, ISBN 978-3-518-11546-6).
- Interessenverbände in Deutschland (= Edition Suhrkamp. 1283 = NF 283, Neue historische Bibliothek.). Suhrkamp, Frankfurt am Main Frankfurt 1988, ISBN 3-518-11283-X.
- Staatsschulden und Reformpolitik. Die Entstehung moderner öffentlicher Schulden in Bayern und Baden 1780–1820 (= Veröffentlichungen des Max-Planck-Instituts für Geschichte. Bd. 82). 2 Bände. Vandenhoeck & Ruprecht, Göttingen 1986, ISBN 3-525-35398-7 (Zugleich: Gießen, Universität, Habilitationsschrift, 1984).
- Der Bund der Industriellen. Organisation, Einfluß und Politik klein- und mittelbetrieblicher Industrieller im Deutschen Kaiserreich 1895–1914 (= Kritische Studien zur Geschichtswissenschaft. Bd. 21). Vandenhoeck und Ruprecht, Göttingen 1976, ISBN 3-525-35972-1 (Zugleich: Köln, Universität, Dissertation, 1975).

Aufsatzsammlung
- Staat und Schulden. Öffentliche Finanzen in Deutschland seit dem 18. Jahrhundert. Vandenhoeck & Ruprecht, Göttingen 2009, ISBN 978-3-525-36385-0 (Digitalisat) (Sammlung einschlägiger finanzhistorischer Aufsätze Ullmanns).

Herausgeberschaften
- mit Clemens Zimmermann: Restaurationssystem und Reformpolitik. Süddeutschland und Preußen im Vergleich. Oldenbourg, München 1996, ISBN 3-486-56168-5.